# 张韶春
张韶春（1963年8月—），男，汉族，安徽庐江人。中华人民共和国官员，第十二届全国人民代表大会安徽地区代表。
毕业于安徽大学汉语言文学专业，在职研究生学历，管理学博士。

## 生平
1983年8月参加工作，进入国家科委办公厅。1986年7月加入中国共产党。1990年，任湖北省人民政府办公厅秘书。1993年，调回中央，任国家计委办公厅秘书。1998年，调入国务院三峡办。2002年2月，任国务院三峡办移民安置规划司司长。2007年4月，任安徽省人民政府副秘书长。2008年4月，任中共六安市委副书记、市长，2012年2月，任安徽省发改委主任。2013年，被选为第十二届全国人大代表。
2018年1月20日，内蒙古自治区人大常委会任命张韶春为内蒙古自治区人民政府副主席。2019年5月，任中共内蒙古自治区党委常委、秘书长。。
2020年8月起兼任内蒙古自治区人民政府党组副书记，2020年9月出任内蒙古自治区人民政府常务副主席。2023年1月，当选为内蒙古自治区人大常委会副主任。